# Engel József (orvos)
Engel József (Bécs, 1807. május 2. – Kolozsvár, 1870. június 2.) orvos, gyógyszerész, nyelvész a Magyar Tudományos Akadémia levelező tagja (1859).

## Élete
Engel János Keresztély (Johann Christian von Engel) bécsi kancelláriai titkár és Maucksch Katalin fia volt. A szülői házban német nyelvű környezetben nevelkedett. 1813-ban Lőcsén kezdte meg tanulmányait német iskolában. 1819-ben elküldték Rozsnyóra, hogy magyarul tanuljon. 1821-ben visszatért Lőcsére, és itt végezte el a gimnáziumot 1823-ban, majd két évig a Pesti Királyi Tudományegyetemen bölcsészetet hallgatott.
18 évesen kenyérkereset után kellett néznie, ezért 1825-ben Marosvásárhelyre ment, ahol az Arany Szarvas patikában három évig volt gyakornok Brandekker Simon gyógyszertárvezető mellett, aki édesanyja révén rokona volt. 1828-tól Pesten elméleti gyógyszerészetet tanult, 1829-ben mesteri oklevelet szerzett. 1830-ban beiratkozott az egyetem orvosi karára, és bár anyagi nehézségekkel küzdött, törhetetlen szorgalommal elvégezte az egyetemet, orvosdoktori és szülészmesteri oklevelet szerzett.
1836-ban Marosvásárhelyen telepedett le, közkedvelt orvos lett. Itt került baráti kapcsolatba Bolyai Jánossal, akinek házassági tanúja volt. 1857-ben Kolozsvárra költözött, hogy részt vehessen az Erdélyi Múzeum-Egyesület (EME) megalakításában, majd tagja lett az 1859. november 25-én megválasztott első EME-választmánynak. Haláláig Kolozsvárott volt gyakorló orvos, de a Kolozsvári Közlöny munkatársaként is tevékenykedett.
Engel 22 éves korában nősült meg, felesége sárosberkeszi Nagy Zsuzsánna volt. Négy gyermekük született, két fiuk, Engel Imre és Engel Gábor szintén orvosi pályára ment.

## Munkássága
Orvosi hivatása mellett szenvedélyes ásványgyűjtő volt, előszeretettel foglalkozott ásványtannal, botanikával, kémiával és legfőképpen magyar nyelvészettel. A Magyar Tudós Társaság 1834-ben pályázatot hirdetett a következő kérdéssel: „Melyek a’ magyar nyelvben a’ tiszta gyökök? Számláltassanak elő, mennyire lehet, eredeti jelentéseikkel.” 1836-ban Engel A magyar nyelv gyökérszavai címmel beküldte pályázatát, amely egy másik művel együtt (Nagy János: Tiszta magyar gyökök) díjat nyert. E győztes pályaművek 1839-ben nyomtatásban is megjelentek. Engelt 1859-ben ezért a munkájáért 1859. december 16-án az Akadémia levelező tagjai közé választotta. Székfoglaló előadása azonban, amely a korábbi pályamű folytatása, kibővítése volt, nem talált visszhangra, sőt némelyekből visszatetszést váltott ki, ezért nem közölték.
Nyelvészeti munkásságának alapelveit halála után Finály Henrik részletesen ismertette és magyarázta 1872. október 27-én megtartott emlékbeszédében.

## Művei
- Gyógyszeres értekezések a' Langról (Alcohol) és az Égető Hamagról (Lixiva Pura). Pest: Özvegy Patzkó Josepha betűivel. 1829. 51–78.
- De morbillis. Dissertatio inauguralis medica. Pest: Typ. Lud. Landerer. 1836. De morbillis - Joseph II Engel - Google Könyvek
- A' magyar nyelv’ gyökérszavai. A’ m. tud. társaság jutalomkérdésére előterjeszté Engel József. Első rangu pályamunka. Nyelvtudományi pályamunkák II. kötet. Budán: A’ magyar kir. egyetem’ betűivel. 1839. 1–122. o.
- A Magánhangzókról a magyar nyelvben. Kolozsvári Közlöny, I. évf. 17. sz. (1856) 65–67.; 18. sz. 70–71.; 19. sz. 74–75.; 20. sz. 78–79.